# 宋文骢
宋文骢（1930年3月26日—2016年3月22日），男，漢族，雲南省大理市人，出生于雲南省昆明市，中华人民共和国歼击机设计师，中国工程院院士。年輕時曾參加反對國民黨統治的學生運動，隨後進入中國人民解放軍空軍服役並退役後投身航空科學技術領域，主導了殲-7戰鬥機改進型和殲-10戰鬥機等項目的研發，曾任中国航空工业第一集团公司成都飞机设计研究所首席专家、自然科學研究員。被人們稱為“殲-10之父”。

## 生平
宋氏家族祖籍金陵（江苏南京）柳树湾大石桥。明洪武十四年，始迁祖元勋公从沐英的30万大军征滇，从此世居云南。咸丰丙辰年，杜文秀在云南起事，祖上迁居大理。祖父宋家茂，为廪生，后在大理县衙做吏员，有5子1女；其中次子宋善初即宋文骢的父亲，少年时为学徒，后在昆明经营香烟铺。母亲黄凤仙，家庭妇女，解放后识字。
宋文骢为家中长子，出生于昆明，家在昆明金碧路司马巷巷尾，下有四弟二妹。5岁入学。1941年为躲避日本飞机轰炸昆明，跟随全家从昆明迁回老家大理县城，在天主教教会办的育成小学（今大理四中）读书，1942年考入大理县中学读初中，旋即于1942年9月进入云南省立大理中学（今大理一中）。1946年夏天初中毕业，回昆明考入位于西郊普坪村干沟尾由基督教会办的天南中学（今昆明西山区第一中学）读高中。 1948年在校参加“反内战、反迫害、反饥饿”的学生运动，为学生纠察队队长。1948年底加入共产党的外围组织“云南民主青年同盟”（简称“民青）。1949年6月高中毕业后，报名参加中国人民解放军滇桂黔边区纵队（简称“边纵”），由地下党安排经宜良县，当年7月至泸西县板桥镇边纵政治部干部训练班，在这里加入中国新民主主义青年团。训练班结业后，分配到边纵司令部参谋处二科侦察队任战士。1950年2月20日昆明解放后，调入云南军区司令部情报处任组长。
1950年5月，被选调入空军，进入长春第二航校第一期机械专业学员。1951年5月毕业，分配到航空兵27团任机械师。1953年升任机务中队机械长。1953年3月入党。荣立二等功1次、三等功2次、全师通报嘉奖1次。由于历史清楚、工作表现突出，1954年8月作为调干生入读中国人民解放军军事工程学院空军工程系一科飞机发动机专业第二期学员。1960年7月从哈军工毕业。分配到沈阳任设计员、专业组长。1970年4月调成都。
2016年3月22日，宋文骢病逝，同月26日上午举行告别仪式，习近平、胡锦涛、李克强、李鹏、朱镕基、温家宝等现任和前任党和国家领导人表示深切哀悼。

## 著作
- 宋文骢、谢品、郑遂、李玉璞. . 中國工程科學 (中國工程院). 2001, 03 (08): 70–75  [2020-10-04]. （原始内容存档于2020-11-22）.

## 軼事

### 牙醫
宋文骢从事了几十年的飞机研制工作，但由于保密，父母和兄弟都不知道他是做什么工作。有一年，弟弟宋文鸿去探望他，无意间看见书柜里有几本医学类书籍，回去后便对家人说：“哥哥现在可能已改行当牙医了。”
中国对歼-10进行适度解密后，一些报纸和杂志开始在公开报道中将宋文骢称为“歼-10之父”。家人这才恍然大悟：原来，他几十年来一直在默默地为国家研制战斗机。

### 兩個生日
1998年3月23日，歼-10戰鬥機成功实现首飞，在首飞完成后，欣喜若狂的宋文驄對著在場人士說：“從今天起，我的生日就是3月23日了。”

### 回敬非議
宋文骢的体系改革触动了很多人的利益，有人曾当面问他：“搞一个型号少则8年10年，多则20年，你今年50多了，这飞机能在你手里定型吗？”，宋文骢回答道：“哈，这个问题有意思。我老宋还能活多少年，这架飞机能不能在我手里定型，我说了不算。但有一点可以肯定的是，通过这架飞机的研制，中国一大批现代飞机设计研制的人才肯定会成长起来，我们只要为他们铺好了路，到时候我老宋在不在没关系，自然会有比我宋文骢更高明的人来接着干。”